# Luis de Vargas

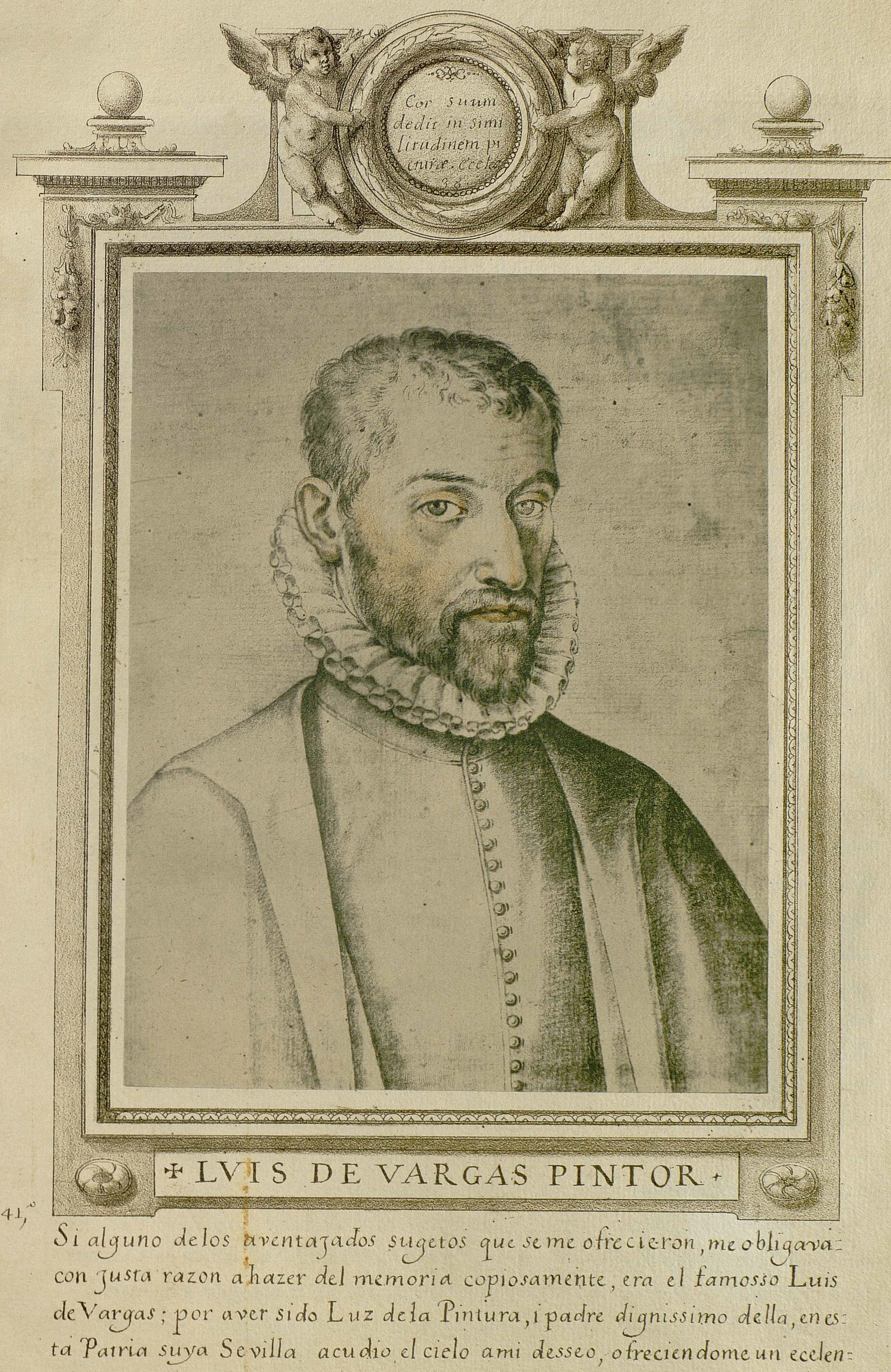
Luis de Vargas.

Luis de Vargas, född 1502 i Sevilla, död där 1568, var en spansk målare av den andalusiska skolan.
de Vargas hade en längre tid studerat i Italien och var i mitten av 1500-talet den egentlige målsmannen i Sevilla för italiensk stil, varjämte han var lika skicklig i freskoteknik som i oljemålning. Före sin vistelse i Italien hade han målat så kallade sargas, dukar målade med tunn temperafärg, vilka för sin billighet användes i Sevilla som dekorationer, i Amerika som andaktsbilder. Hans första säkert kända verk efter hemkomsten är Jesu födelse (1555, altarmålning i Sevillas katedral), en vacker komposition i Rafaels anda, men dock med spansk karaktär, i predellan Jesus frambärs i templet och som sidobilder De fyra evangelisterna. I ett mörkt kapell i samma kyrka finns av honom en berömd tavla, känd under namnet Kristi stamtavla, som i verkligheten framställer Patriarkerna bönfallande Maria om förlossning. Bland patriarkerna märks Adam och Eva, ryktbara för sin skönhet, varjämte den förträffliga förkortningen av den sittande Adams ena ben föranledde samtiden att kalla tavlan helt enkelt La gamba ("benet"). Bland hans fresker, som var berömda, märks hans Korsbärning (på katedralens norra fasad) och hans figurer på tornet La Giralda, av vilka dock nu föga finns i behåll.  Av Yttersta domen i Misericordiaklostret i Sevilla återstår likaså endast spillror. En pietà finns i Sancta Maria la Blanca i samma stad. de Vargas var även en berömd porträttmålare.